# 죠 피스코포

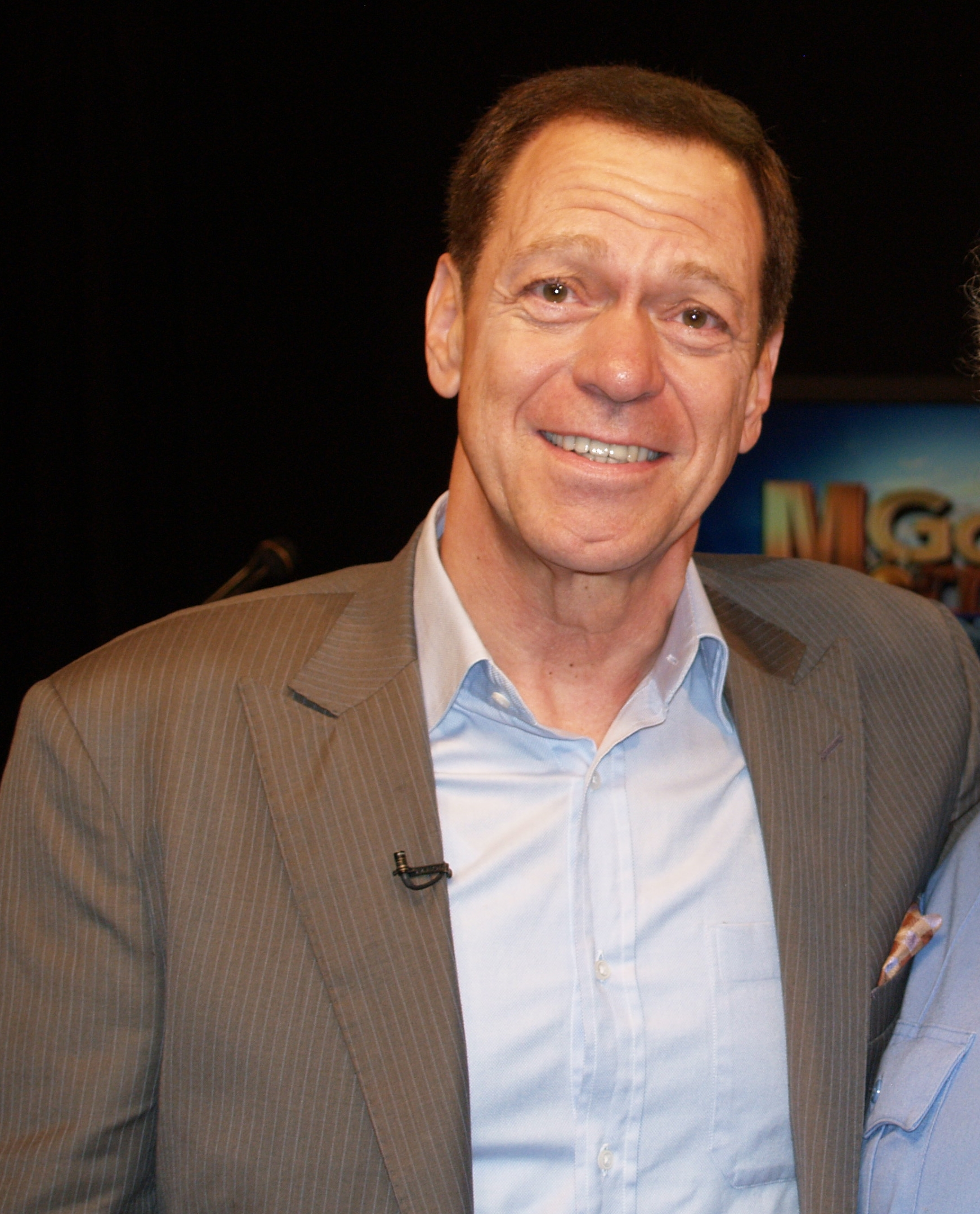

죠 피스코포(Joe Piscopo, 1951년 6월 17일 ~ )는 미국의 각본가, 영화 프로듀서, 텔레비전 배우, 영화배우, 배우, 성우이다.
퍼세이익에서 태어났다.

## 영화
- 스프링 브레이크 '83 (2014년) - 맥시스 파더 역
- 해니티 (2009년) - 본인 역
- 바틀바이 (2001년)
- 베이비 베들램 (2000년)
- 리틀 투비츠 (1995년)
- 사이드 킥 (1992년)
- 법과 질서 (1990년)
- 데드 히트 (1988년)
- 와이즈 가이스 (1986년)
- 하우스 오브 굿 (1984년)
- 갱 파티 (1984년)
- 킹콩 (1976년)
- 새터데이 나잇 라이브 (1975년)